# 普勒岑湖
52°32′39″N 13°19′49″E / 52.54417°N 13.33028°E

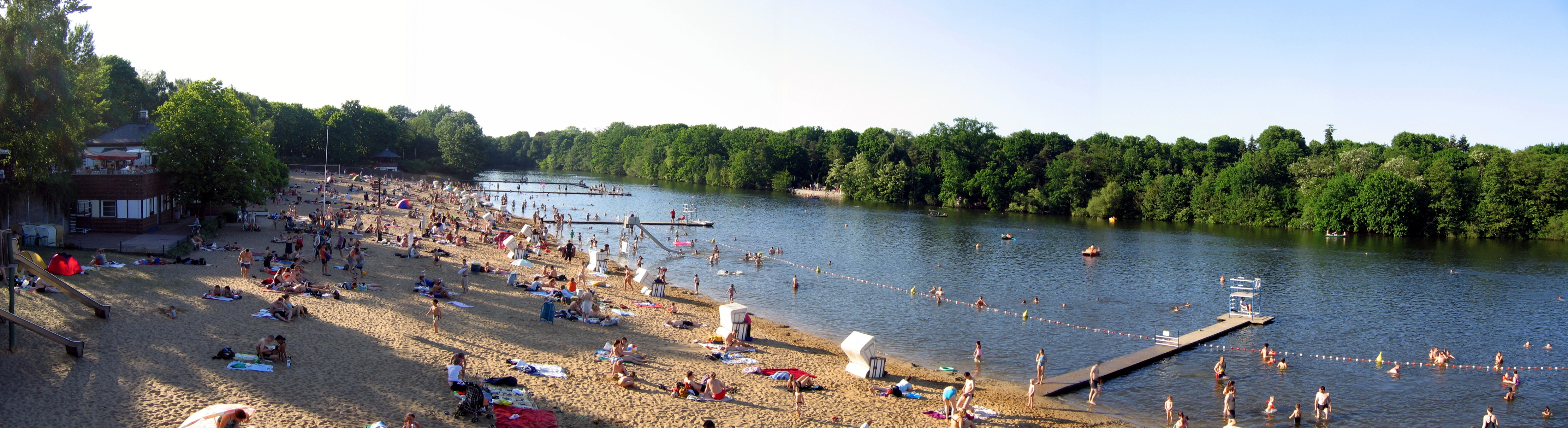

普勒岑湖（德語：Plötzensee），是德國的湖泊，位於首都柏林，長0.7公里、寬0.2公里，面積0.08平方公里，海拔高度35米，平均水深3.5米，最大水深7米，水體容量27萬立方米，湖岸線長度1.7公里。